# Саратамо
Саратамо (баск. Zaratamo (офіційна назва), ісп. Zarátamo) — муніципалітет в Іспанії, у складі автономної спільноти Країна Басків, у провінції Біская. Населення — 1735 осіб (2009).
Муніципалітет розташований на відстані близько 320 км на північ від Мадрида, 6 км на південний схід від Більбао.
На території муніципалітету розташовані такі населені пункти: (дані про населення за 2009 рік)
- Аркоча: 963 особи
- Бурбусту-Альтаміра: 39 осіб
- Гутіоло: 28 осіб
- Мойордін-Баррондо: 189 осіб
- Саратамо: 516 осіб

## Демографія
Динаміка населення (INE ):

## Галерея зображень

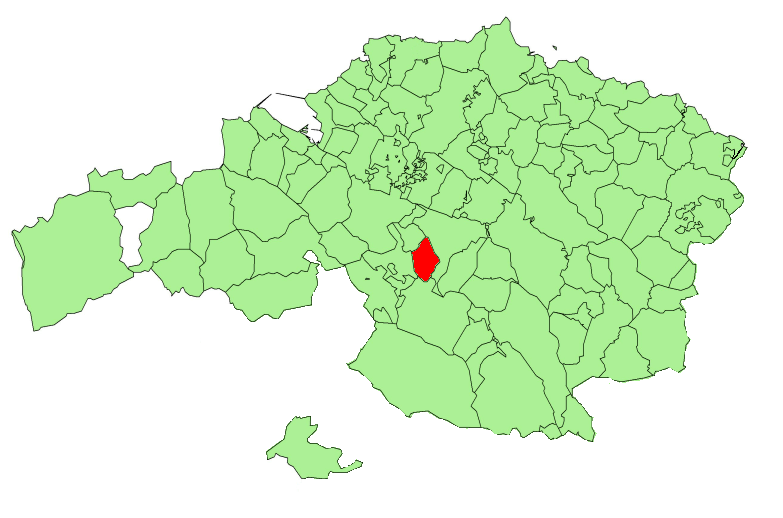
Розташування муніципалітету
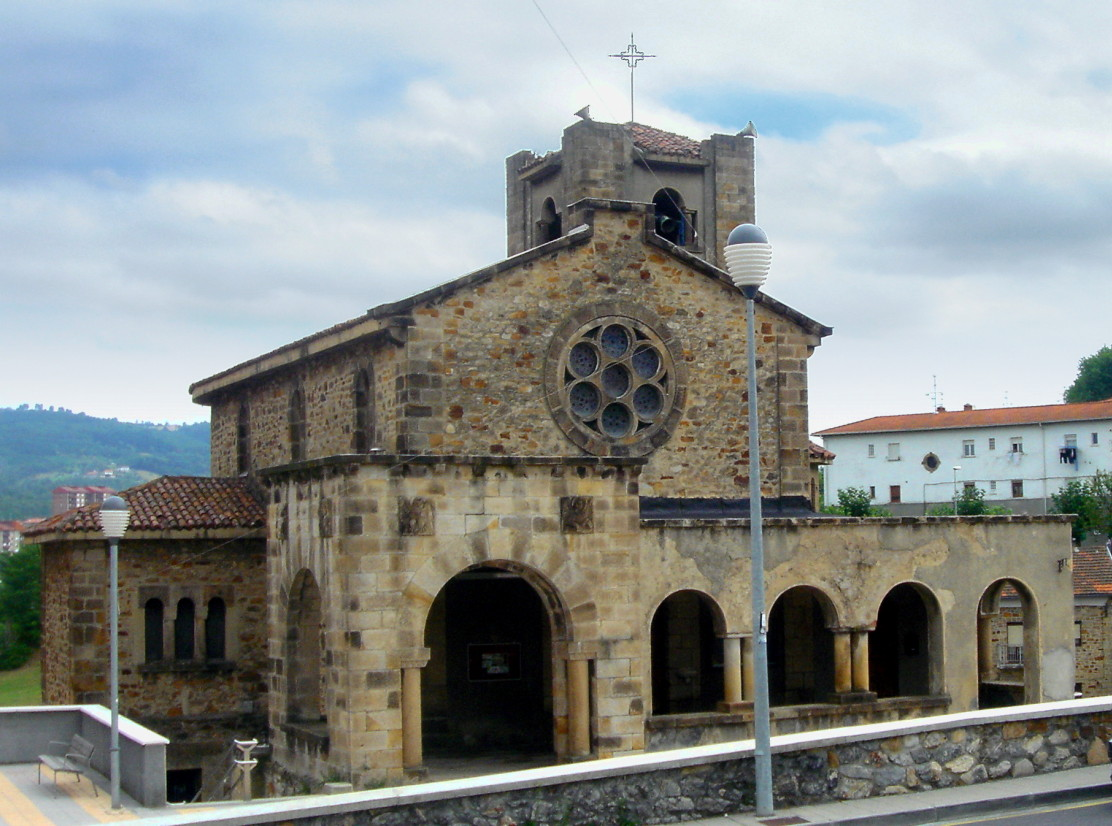
Церква у Аркочі